# Isthmia
Isthmia (griechisch Ισθμία (f. sg.)) ist ein Stadtbezirk und ein Ort im Gemeindebezirk Loutraki-Perachora in der Gemeinde Loutraki-Perachora-Agii Theodori etwa 7 km südöstlich von Korinth. Er befindet sich auf der Peloponnes (Griechenland) am östlichen Ende des Isthmus von Korinth und wurde nach dem Poseidonheiligtum von Isthmia benannt. Das nördlich des Kanals von Korinth gelegene Kalamaki ist ein Ortsteil von Isthmia.

## Beschreibung
Zwischen Isthmia und Kyrás Vrýsi liegen die Ruinen des Poseidonheiligtums von Isthmia und das Archäologische Museum, in dem Funde aus dem Heiligtum und der Umgebung ausgestellt werden. Im Stadtbezirk befindet sich auch der östliche Teil der mittelalterlichen Befestigungsmauer Hexamilion mit Resten des dazugehörigen Kastells. Der Kanal von Korinth, der den Hauptort von Kalamaki trennt, kann seit Juni 1987 über eine Senkbrücke überquert werden. Zuvor verkehrte eine Fähre. Östlich der Brücke nehmen die Touristenschiffe Passagiere für eine Kanaldurchfahrt auf. Hier steht auch der „Tower“ der Hafenbehörde, wo die Durchfahrtsgebühren entrichtet werden.

## Gliederung
- Stadtbezirk Isthmia – Δημοτική Κοινότητα Ισθμίας – 2760
  - Agios Charalambos – Άγιος Χαράλαμπος – 248
  - Isthmia – Ισθμία – 1134
  - Kavos – Κάβος – 148
  - Kyras Vrysi – Κυράς Βρύση – 1128
  - Paleo Kalamaki – Παλαιό Καλαμάκι – 24
  - Paradisos – Παράδεισος – 78

## Einwohnerentwicklung
| Zensus | Ort   | Stadtbezirk |
| ------ | ----- | ----------- |
| 1991   | 1.006 | 2.421       |
| 2001   | 1.030 | 2.669       |
| 2011   | 1.134 | 2.760       |